# Ophiuros
Ophiuros là một chi thực vật có hoa trong họ Hòa thảo (Poaceae).

## Loài
Chi Ophiuros gồm các loài: